# Jaylen Waddle
Jaylen Waddle (geboren am 25. November 1998 in Houston, Texas) ist ein US-amerikanischer American-Football-Spieler auf der Position des Wide Receivers. Er spielte College Football für die Alabama Crimson Tide und gewann mit Alabama das College Football Playoff National Championship Game in der Saison 2020. Im NFL Draft 2021 wurde Waddle in der ersten Runde von den Miami Dolphins ausgewählt.

## College
Waddle spielte Football an der Episcopal High School in Bellaire, einem Vorort von Houston, Texas. In seinem letzten Highschooljahr erzielte er insgesamt 35 Touchdowns. Waddle erhielt Stipendienangebote von zahlreichen namhaften Colleges. Er entschied sich am National Signing Day für die University of Alabama, um für die Alabama Crimson Tide zu spielen.
Waddle konnte sich als Freshman direkt im Team der Crimson Tide etablieren und wurde zum Freshman of the Year in der Southeastern Conference (SEC) gewählt. Er fing 45 Pässe für 848 Yards und sieben Touchdowns, außerdem wurde er als Punt Returner eingesetzt und erzielte dabei einen Touchdown.
In der Saison 2019 wurde Waddle als Punt Returner zum All-American und in das All-Star-Team der SEC gewählt, außerdem wurde er als Special Teams Player of the Year in seiner Conference ausgezeichnet. Als Passempfänger konnte er 33 Pässe für 560 Yards und sechs Touchdowns fangen, als Returner gelangen ihm ein Kick- und ein Punt-Return-Touchdown.
Waddle startete mit starken Leistungen in die Saison 2020 und kam in vier Spielen auf 25 gefangene Pässe für 557 Yards und vier Touchdowns. Am fünften Spieltag verletzte Waddle sich beim Return des eröffnenden Kickoff gegen die Tennessee Volunteers am rechten Knöchel und fiel daher fast die gesamte restliche Saison aus. Durch den Ausfall von Waddle nahm sein Mitspieler DeVonta Smith eine noch größere Rolle im Passspiel der Crimson Tide ein und gewann die Heisman Trophy. Waddle kam im letzten Spiel der Saison, dem College Football Playoff National Championship Game gegen die Ohio State Buckeyes, wieder zum Einsatz. Er fing drei Pässe für 34 Yards, obwohl er sichtlich noch nicht vollständig von seiner Verletzung genesen war. Alabama gewann das Spiel mit 52:24 und holte damit die nationale Meisterschaft. Nach dem Gewinn der Meisterschaft gab Waddle seine Anmeldung für den NFL Draft 2021 bekannt. Waddle spielte in 34 Partien für die Alabama Crimson Tide und fing dabei 106 Pässe für 1999 Yards und 17 Touchdowns, darüber hinaus wurde er 38-mal als Punt Returner und neunmal als Kick Returner eingesetzt, wobei ihm drei weitere Touchdowns gelangen. Mit 19,3 Yards Raumgewinn pro Punt-Return stellte er eine neue Bestmarke an seinem College auf.

## NFL
Im NFL Draft 2021 wurde Waddle als sechster Spieler von den Miami Dolphins ausgewählt. In Miami spielt er erneut mit seinem College-Quarterback Tua Tagovailoa zusammen. Bei seinem NFL-Debüt gegen die New England Patriots am ersten Spieltag fing Waddle vier Pässe für 61 Yards Raumgewinn und einen Touchdown. Er entwickelte sich im Kurzpassspiel der Dolphins zur Hauptanspielstation von Tagovailoa, mit 104 gefangenen Pässen stellte Waddle den NFL-Rekord von Anquan Boldin für die meisten gefangenen Pässe eines Rookies aus der Saison 2003 ein. Waddle erzielte 1015 Yards Raumgewinn und sechs Touchdowns. Von den Dolphins wurde Waddle als Most Valuable Player des Teams ausgezeichnet. In der Saison 2022 verpflichteten die Dolphins mit Tyreek Hill einen der besten Wide Receiver der Liga, wodurch sich Waddles Rolle in der Offense veränderte. Er wurde deutlich mehr bei tiefen Pässen eingesetzt als im Vorjahr, mit 18,1 Yards Raumgewinn pro Catch führte er die Liga in dieser Statistik an. Bei 75 gefangenen Pässen erzielte Waddle 1356 Yards Raumgewinn und acht Touchdowns. Sein bestes Spiel hatte er am zweiten Spieltag beim 42:38-Sieg gegen die Baltimore Ravens mit 11 Catches für 171 Yards und zwei Touchdowns. In seinem dritten Jahr in der NFL erreichte Waddle zum dritten Mal die 1000-Yards-Marke und fing 72 Pässe für 1014 Yards und vier Touchdowns.
Im Mai 2024 einigte Waddle sich mit den Dolphins auf eine Vertragsverlängerung um drei Jahre im Wert von 84,75 Millionen US-Dollar.

### NFL-Statistiken
| 2021                               | Miami Dolphins | 16 | 16 | 104 | 1015 | 9,8  | 57 | 6  | 2 | 1 |
| 2022                               | Miami Dolphins | 17 | 17 | 75  | 1356 | 18,1 | 84 | 8  | 1 | 1 |
| 2023                               | Miami Dolphins | 14 | 14 | 72  | 1014 | 14,1 | 60 | 4  | 0 | 0 |
| 2024                               | Miami Dolphins | 15 | 15 | 58  | 744  | 12,8 | 63 | 2  | 0 | 0 |
| Total                              | Total          | 62 | 62 | 309 | 4129 | 13,4 | 84 | 20 | 3 | 2 |
| Quelle: pro-football-reference.com |                |    |    |     |      |      |    |    |   |   |